# Jeruzalemprijs
Jeruzalemprijs voor de vrijheid van het individu in de maatschappij (Jerusalem Prize for the Freedom of the Individual in Society) is een literatuurprijs van de gemeente Jeruzalem. De onderscheiding wordt tweejaarlijks uitgereikt en gaat naar schrijvers die in hun werk de thema's individuele vrijheid, samenleving en politiek als onderwerp hebben.

## Gelauwerden

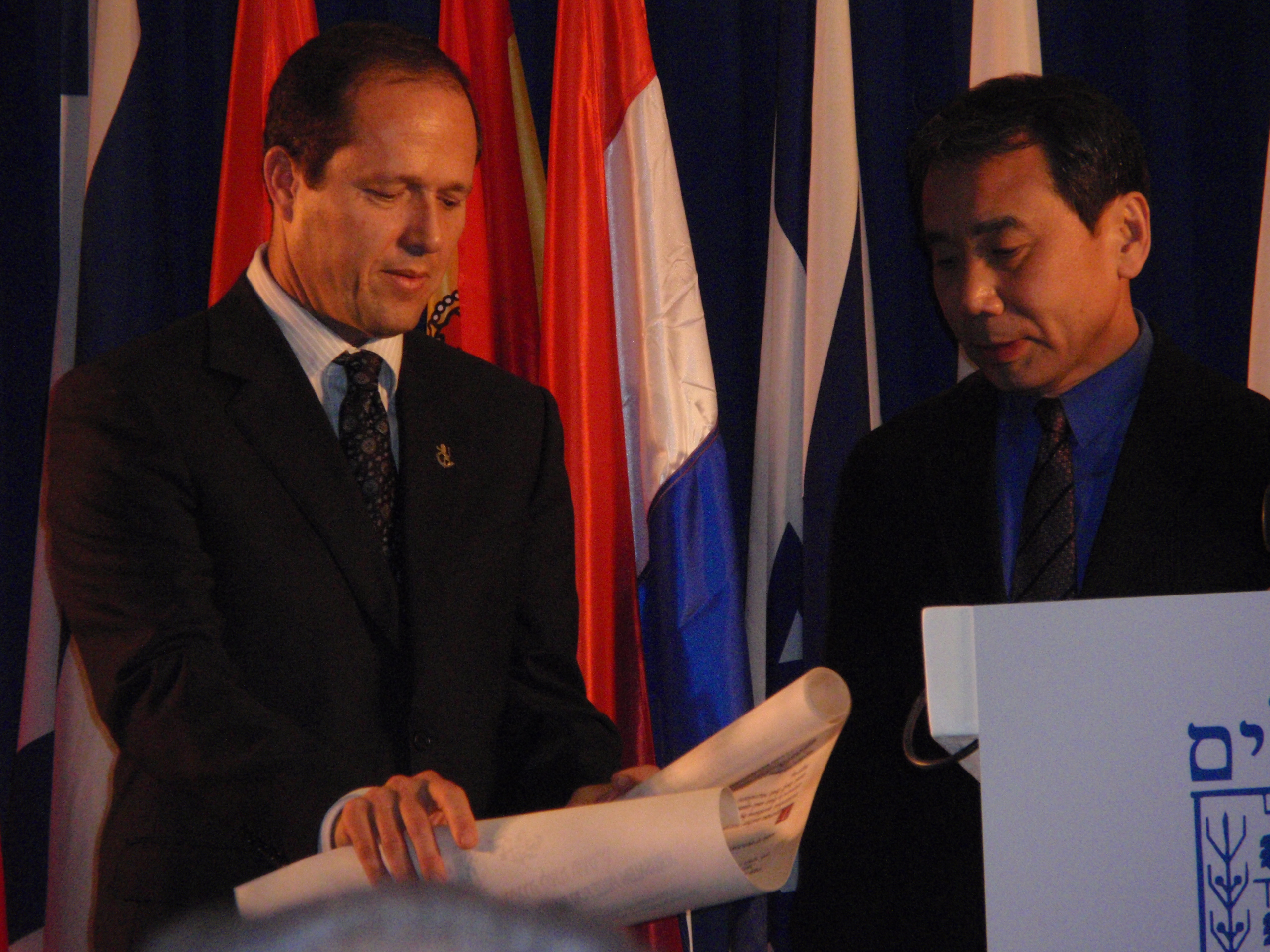
Haruki Murakami bij de uitreiking van de Jeruzalemprijs 2009.

- 1963: Bertrand Russell
- 1965: Max Frisch
- 1967: Andre Schwarz-Bart
- 1969: Ignazio Silone
- 1971: Jorge Luis Borges
- 1973: Eugène Ionesco
- 1975: Simone de Beauvoir
- 1977: Octavio Paz
- 1979: Isaiah Berlin
- 1981: Graham Greene
- 1983: V.S. Naipaul
- 1985: Milan Kundera
- 1987: J. M. Coetzee
- 1989: Ernesto Sábato
- 1991: Zbigniew Herbert
- 1993: Stefan Heym
- 1995: Mario Vargas Llosa
- 1997: Jorge Semprún
- 1999: Don DeLillo
- 2001: Susan Sontag
- 2003: Arthur Miller
- 2005: António Lobo Antunes
- 2007: Leszek Kołakowski
- 2009: Haruki Murakami
- 2011: Ian McEwan
- 2013: Antonio Muñoz Molina
- 2015: Ismail Kadare
- 2017: Karl Ove Knausgård
- 2019: Joyce Carol Oates